# 2010 SMTOWN Live世界巡迴演唱會
SMTOWN Live '10 World Tour是韓國經紀公司SM娛樂從2010至2011年舉辦，旗下藝人的聯合世界巡迴演唱會。這次巡演在六個城市進行，分別在首爾、洛杉磯、上海、東京、巴黎及紐約。

## 歷程
在首爾舉行的第一場，SM娛樂旗下的藝人（包括演員金旻鍾、高雅羅、李沇熹）在歷時六個小時的演唱會中，合共表演80首歌曲。上海站動員25,000名觀眾，合共表演80首歌曲。當日包括慶祝安七炫在音樂行業15週年，播放具有他過去活動的特別視頻。
SM娛樂在洛杉磯站聘請了3D電影製作專業卡梅倫PACE集團（詹姆斯·卡梅隆的公司），並帶來流行現場音樂總監Keith Hobelman捕捉當晚的表演。該站被製成電影以3D形式上映和還以藍光DVD形式在零售。電影在美國Billboard比分表排名第10，其中門票收入超過100萬美元。
頭兩日的東京演唱會，在國立代代木競技場吸引24,000名觀眾。第二回的東京演唱會原定於4月9－10日舉行，但因為日本在三月份發生東北地方太平洋近海地震而推遲至9月。

## 參與藝人
- 安七炫
- BoA
- 東方神起
- TRAX
- 天上智喜 [A]
- Super Junior [B]
  - Super Junior-M [C]
- 少女時代 [D]
- SHINee
- f(x) [E]
- 張力尹
- J-Min
- 金旻鍾
- 高雅羅
- 李沇熹
- 趙佳烈（朝鲜语：추가열）

A 天舞Stephanie因長時間擔當組合中激烈的領舞而導致腰傷嚴重，須返回美國休養。
B 強仁因服兵役而沒有參與。
C Henry沒有參與演出。
D Tiffany在〈Genie〉的表演途中扭傷，沒有演出其後的表演。
E Amber腳踝受傷，其後因情況惡化，回到美國洛杉磯接受治療並休養。
- 安七炫
- BoA
- 東方神起
- TRAX
- 天上智喜 [A]
- Super Junior [B]
  - Super Junior-M
- 少女時代
- SHINee
- f(x) [C]
- 張力尹
- J-Min
- 金旻鍾
- 高雅羅
- 李沇熹

A 上美Lina改以音樂劇演員身份活動；天舞Stephanie因長時間擔當組合中激烈的領舞而導致腰傷嚴重，須返回美國休養。
B 強仁因服兵役而沒有參與。
C Amber腳踝受傷，其後因情況惡化，回到美國洛杉磯接受治療並休養。
- 安七炫
- BoA
- 東方神起
- TRAX
- Super Junior [A]
  - Super Junior-M
- 少女時代
- SHINee
- f(x) [B]
- 張力尹

A 強仁因服兵役而沒有參與。
B Amber腳踝受傷，其後因情況惡化，回到美國洛杉磯接受治療並休養。
- 安七炫
- BoA
- 東方神起
- TRAX
- Super Junior [A]
  - Super Junior-M
- 少女時代
- SHINee
- f(x)
- J-Min
- 72

A 強仁因服兵役而沒有參與。
- 東方神起
- Super Junior [A]
- 少女時代
- SHINee
- f(x)

A 強仁因服兵役而沒有參與。
- 安七炫
- BoA
- 東方神起
- 天上智喜－Dana & Sunday（朝鲜语：선데이 (가수)）
- Super Junior [A]
  - Super Junior-M
- 少女時代 [B]
- SHINee
- f(x)
- J-Min
- 金旻鍾

A 希澈、強仁因服兵役而沒有參與；始源則拍攝KBS月火迷你連續劇《波塞冬》拍戲。
B 秀英於演唱會前一星期發生交通意外導致骨盆腔上面的骶骨斷裂骨折，因此無法參與演出。
- 安七炫
- BoA
- 東方神起
- Super Junior [A]
  - Super Junior-M
- 少女時代
- SHINee
- f(x)

A 希澈、強仁因服兵役而沒有參與；始源則拍攝KBS月火迷你連續劇《波塞冬》拍戲。

## 巡迴時間表
| 日期           | 城市     | 國家 | 演出場地                   | 歌迷動員      |
| 2010年8月21日  | 首爾     |      | 蠶室綜合運動場主體育場     | 40,000名      |
| 2010年9月4日   | 洛杉磯   | 美国 | 斯台普斯中心               | 15,000名      |
| 2010年9月11日  | 上海     | 中国 | 虹口足球場                 | 25,000名      |
| 2011年1月25日  | 東京     | 日本 | 國立代代木競技場第一體育場 | 總計24,000名  |
| 2011年1月26日  | 東京     | 日本 | 國立代代木競技場第一體育場 | 總計24,000名  |
| 2011年6月10日  | 巴黎     | 法國 | Le Zénith de Paris         | 總計14,000名  |
| 2011年6月11日  | 巴黎     | 法國 | Le Zénith de Paris         | 總計14,000名  |
| 2011年9月2日   | 東京 [A] | 日本 | 東京巨蛋                   | 總計150,000名 |
| 2011年9月3日   | 東京 [A] | 日本 | 東京巨蛋                   | 總計150,000名 |
| 2011年9月4日   | 東京 [A] | 日本 | 東京巨蛋                   | 總計150,000名 |
| 2011年10月23日 | 紐約     | 美国 | 麥迪遜花園廣場             | 15,000名      |

A  此演唱會宣傳為SMTOWN Live '10 World Tour in Tokyo Special Edition。

## 演唱清單
- JP是日本語，EN是英語，CH是中國語，沒列明則是韓國語。

VCR #1：Intro
- Shine （J-Min）
- Don't Cry （J-Min）
- 熱情 (My Everything) （天上智喜）

Mnet：天上智喜
- 再一次, OK? （天上智喜）
- 幸福 （趙佳烈（朝鲜语：추가열））
- Just When I Need You Most [4] （趙佳烈（朝鲜语：추가열）、晟敏） (EN)
- 明確的夢 (Annie's Dream) （李東宇（朝鲜语：이동우 (희극인)））
- 青春 （TinTin Five（朝鲜语：틴틴파이브））
- 星願 (I Will) （張力尹）

Mnet：張力尹
- 晴天, 雨天 (Moving On) （張力尹） (CH)

VCR #2
- LA chA TA （f(x)）

Mnet：f(x)
- Tik Tok [5] （Jessica、Krystal） (EN)
- Chu~♡ （f(x) feat. 珉豪）
- Surprise Party （f(x)）
- Medley （安七炫）

1. 常綠樹 (Pine Tree)
2. 北斗星 (Polaris)

Mnet：安七炫
- 7989 [6] （安七炫、高雅拉 with 溫流 (特別演出)）
- 美麗的疼痛 （金旻鍾）
- Stand By Me （SHINee）
- 姊姊 妳太美了 (Replay) （SHINee）

Mnet：SHINee
- Get Down （SHINee）
- Juliette （SHINee）
- 心臟冰冷的男人 (Let You Go) （TRAX）
- Oh! 我的女神 （TRAX）

VCR #3
- Slow Motion [7] （李沇熹 with 泰民 (鋼琴伴奏)） (EN)
- Run [8] （Jessica、Sunny、Tiffany）
- 另一個天堂 [9] （周覓、Luna） (CH)
- 誘惑的奏鳴曲 [10] （TRAX、希澈）
- Call With All My Heart [11] （圭賢、徐玄）
- Sea Of Love [12] （藝聲、鐘鉉）
- A-Yo_Rearranged [13] （神童、銀赫、Key、珉豪）

VCR #4
- Run Devil Run （少女時代）

Ment：少女時代
- 童話 (My Child) （少女時代）
- Etude_Rearranged （少女時代）
- Kissing You_Rearranged （少女時代）
- Super Girl_Rearranged （Super Junior、周覓）

Ment：Super Junior
- No Other （Super Junior）
- 美人啊 (Bonamana) （Super Junior）
- 冷麵 (冷卻你的臉) [14] （少女時代）
- HaHaHa Song （少女時代）
- Miracle_Rearranged （Super Junior）
- 一步一步 (Way For Love)_Rearranged （Super Junior）
- Dancing Out_Rearranged （Super Junior）

VCR #5
- My Name （BoA）
- Energetic （BoA） (EN)

Mnet：BoA
- I Did It For Love （BoA feat. Key） (EN)

VCR #6
BoA 出道10週年紀念Party
- No.1 （SMTOWN 全體）

VCR #7：Intro
- Sorry, Sorry_Rearranged （Super Junior）
- 說出你願望 (Genie)_Rock Tronic Remix Ver. （少女時代）
- Ring Ding Dong （SHINee）
- NU ABO （f(x)）
- Intro + 乾渴 (A Man In Love) （Super Junior）

VCR #8
- You Are My Destiny （Luna、Krystal）
- 是真的 (噓!) （f(x)）
- 好人 (Good Person) （Super Junior）
- Rokuko!!! （Super Junior）
- Wonder Boy_Rearranged （Super Junior）
- One Night （TRAX）
- Paradox （TRAX feat. 希澈）
- Mr. Boogie （f(x)）
- Up & Down （SHINee）
- 加油! (Way To Go!) （少女時代－Tiffany 缺席）
- Oh! （少女時代－Tiffany 缺席）

VCR #9
- 箭頭 (Quasimodo) （SHINee）
- 我曾愛過的名字 (The Name I Loved) （厲旭、溫流）
- Dance Parade （神童、銀赫、東海、孝淵、Yuri、秀英、潤娥、珉豪、泰民、Victoria、Luna）

VCR #10
- Let Me （BoA）
- 旁邊的人 (Stand By) （BoA）
- Dangerous （BoA）

VCR #11
- Medley （東方神起）

1. Prelude
2. The Way U Are （Feat. 圭賢、鐘鉉）
3. Rising Sun
4. Mirotic （Feat. 藝聲、溫流）
5. Purple Line
6. Big Time （昌珉）
7. Why? (Keep Your Head Down) （允浩）

- Don't Don_Rearranged （Super Junior feat. 昌珉、TRAX）
- MAXIMUM （東方神起）

Ment：東方神起
VCR #12
- Lucifer （SHINee）
- Gee （少女時代－Tiffany 缺席）
- U_Rearranged （Super Junior）
- Hurricane Venus （BoA）
- Hotmail （SMTOWN 全體－Tiffany 缺席）
- 光 (Hope) （SMTOWN 全體－Tiffany 缺席）

Ending
VCR #1：Intro
- Shine （J-Min）
- Don't Cry （J-Min）
- Angels （Sunday（朝鲜语：선데이 (가수)））
- Out of Sight, Out of Mind （Dana）
- 熱情 (My Everything) （天上智喜）

VCR #2
- 星願 (I Will) （張力尹）

Mnet：張力尹
- 晴天, 雨天 (Moving On) （張力尹） (CH)
- LA chA TA （f(x)）

Mnet：f(x)
- Tik Tok [5]（Jessica、Krystal） (EN)
- Chu~♡ （f(x) feat. 珉豪）
- Surprise Party （f(x)）
- Medley （安七炫）

1. 常綠樹 (Pine Tree)
2. 北斗星 (Polaris)

Mnet：安七炫
- 7989 [6]（安七炫、高雅拉 with 溫流 (特別演出)）
- 美麗的疼痛 （金旻鍾）
- Stand By Me （SHINee）
- 姊姊 妳太美了 (Replay) （SHINee）

Mnet：SHINee
- Get Down （SHINee）
- Juliette （SHINee）
- 心臟冰冷的男人 (Let You Go) （TRAX）
- Oh! 我的女神 （TRAX）

VCR #3
- Slow Motion [7]（李沇熹 with 泰民 (鋼琴伴奏)） (EN)
- 另一個天堂 [9]（周覓、Luna） (CH)
- 誘惑的奏鳴曲 [10]（TRAX、希澈、Henry）
- Call With All My Heart [11]（圭賢、徐玄）
- Sea Of Love [12]（藝聲、鐘鉉）
- A-Yo [13]（神童、銀赫、Key、珉豪）

VCR #4
- Run Devil Run （少女時代）

Ment：少女時代
- Kissing You_Rearranged （少女時代）
- Super Girl_Rearranged （Super Junior）

Ment：Super Junior
- No Other （Super Junior）
- 美人啊 (Bonamana) （Super Junior）
- 加油! (Way To Go!) （少女時代）
- Dancing Out_Rearranged （Super Junior）

VCR #5
- My Name （BoA）

Mnet：BoA
- I Did It For Love （BoA feat. Key） (EN)

VCR #6：Intro
- Sorry, Sorry_Rearranged （Super Junior）
- 說出你願望 (Genie)_Rock Tronic Remix Ver. （少女時代）
- Ring Ding Dong （SHINee）
- NU ABO （f(x)）
- Intro + 乾渴 (A Man In Love) （Super Junior）

VCR #7
- Mr. Boogie （f(x)）
- Paradox （TRAX feat. 希澈）
- Up & Down （SHINee）
- Oh! （少女時代）

VCR #8
- 箭頭 (Quasimodo) （SHINee）
- 我曾愛過的名字 (The Name I Loved) （厲旭、溫流）
- Dance Parade （神童、銀赫、東海、孝淵、Yuri、秀英、潤娥、珉豪、泰民、Victoria、Luna）

VCR #9
- Dangerous （BoA）
- 旁邊的人 (Stand By) （BoA）
- Energetic （BoA） (EN)

VCR #10
- Medley （東方神起）

1. Prelude
2. The Way U Are （Feat. 圭賢、鐘鉉）
3. Rising Sun
4. Mirotic （Feat. 藝聲、溫流）
5. Purple Line
6. Big Time （昌珉）
7. Why? (Keep Your Head Down) （允浩）

- Don't Don_Rearranged （Super Junior feat. 昌珉、TRAX）
- MAXIMUM （東方神起）

Ment：東方神起
VCR #11
- Lucifer （SHINee）
- Gee （少女時代）
- U_Rearranged （Super Junior）
- Hurricane Venus （BoA）
- 光 (Hope) （SMTOWN 全體）

Ending
VCR #1：Intro
- LA chA TA （f(x)）

Mnet：f(x)
- Tik Tok [5]（Jessica、Krystal） (EN)
- Chu~♡ （f(x) feat. 珉豪）
- Surprise Party （f(x)）
- 星願 (I Will) （張力尹）

Mnet：張力尹
- 晴天, 雨天 (Moving On) （張力尹） (CH)
- Medley （安七炫）

1. 常綠樹 (Pine Tree)
2. 北斗星 (Polaris)

安七炫 出道15週年紀念Party
- Stand By Me （SHINee）
- 姊姊 妳太美了 (Replay) （SHINee）

Mnet：SHINee
- Get Down （SHINee）
- Juliette （SHINee）
- 心臟冰冷的男人 (Let You Go) （TRAX）
- Oh! 我的女神 （TRAX）

VCR #2
- 另一個天堂 [9]（周覓、Luna） (CH)
- 誘惑的奏鳴曲 [10]（TRAX、希澈、Henry）
- Call With All My Heart [11]（圭賢、徐玄）
- Sea Of Love [12]（藝聲、鐘鉉）
- A-Yo [13]（神童、銀赫、Key、珉豪）

VCR #3
- Run Devil Run （少女時代）

Ment：少女時代
- 童話 (My Child) （少女時代）
- Kissing You_Rearranged （少女時代）
- Super Girl_Rearranged （Super Junior）

Ment：Super Junior
- No Other （Super Junior）
- 美人啊 (Bonamana) （Super Junior）
- HaHaHa Song （少女時代）
- Miracle （Super Junior）
- Dancing Out_Rearranged （Super Junior）

VCR #4
- My Name （BoA）

Mnet：BoA
- I Did It For Love （BoA feat. Key） (EN)

VCR #5：Intro
- Sorry, Sorry_Rearranged （Super Junior）
- 說出你願望 (Genie)_Rock Tronic Remix Ver. （少女時代）
- Ring Ding Dong （SHINee）
- NU ABO （f(x)）
- Intro + 乾渴 (A Man In Love) （Super Junior）

VCR #6
- Mr. Boogie （f(x)）
- Paradox （TRAX feat. 希澈）
- Up & Down （SHINee）
- 加油! (Way To Go!) （少女時代）
- Oh! （少女時代）

VCR #7
- 箭頭 (Quasimodo) （SHINee）
- 我曾愛過的名字 (The Name I Loved) （厲旭、溫流）
- Dance Parade （神童、銀赫、東海、孝淵、Yuri、秀英、潤娥、珉豪、泰民、Victoria、Luna）

VCR #8
- Dangerous （BoA）
- 旁邊的人 (Stand By) （BoA）
- Energetic （BoA） (EN)

VCR #9
- Medley （東方神起）

1. Prelude
2. The Way U Are （Feat. 圭賢、鐘鉉）
3. Rising Sun
4. Mirotic （Feat. 藝聲、溫流）
5. Purple Line
6. Big Time （昌珉）
7. Why? (Keep Your Head Down) （允浩）

- Don't Don_Rearranged （Super Junior feat. 昌珉、TRAX）
- MAXIMUM （東方神起）

Ment：東方神起
VCR #10
- Lucifer （SHINee）
- Gee （少女時代）
- U_Rearranged （Super Junior）
- Hurricane Venus （BoA）
- 光 (Hope) （SMTOWN 全體）

Ending
VCR #1：Intro
- LA chA TA （f(x)）

Mnet：f(x)
- Tik Tok [5]（Jessica、Krystal） (EN)
- Chu~♡ （f(x)）

VCR #2
- Stand By Me （SHINee）

Ment：SHINee
- 姊姊 你太美了 (Replay) （SHINee）
- Get Down （SHINee）
- Juliette （SHINee）

VCR #3
- Sorry, Sorry Answer_R&B Remix Ver. （Super Junior-K.R.Y）
- Costume Play Dance Performance （Super Junior）

1. Poker Face [15] （希澈）
2. Single Lady [16] （利特、神童、銀赫）
3. Crazy In Love [16]（利特、希澈、神童、銀赫）

- Way Back Into Love [17] （圭賢、徐玄） (EN)
- A-Yo [13]（神童、銀赫、Key、珉豪）

VCR #4
- Run Devil Run （少女時代）

Ment：少女時代
- 童話 (My Child) （少女時代）
- Kissing You_Rearranged （少女時代）
- Super Girl_Rearranged （Super Junior）

Ment：Super Junior
- No Other （Super Junior）
- HaHaHa Song （少女時代）
- 加油! (Way To Go) （少女時代）
- Miracle_Rearranged （Super Junior）
- Dancing Out_Rearranged （Super Junior）

VCR #5：Intro
- 說出你願望 (Genie)_Rock Tronic Remix Ver. （少女時代）
- NU ABO （f(x)）
- Ring Ding Dong （SHINee）
- Sorry, Sorry （Super Junior）
- Don't Don_Rearranged （Super Junior）

VCR #6
- Gangster Boy （f(x)）
- Hello （SHINee）
- Ready Or Not （SHINee）
- Amigo_Rearranged （SHINee）
- Hoot （少女時代）
- Oh! （少女時代）

VCR #7
- Nessun Dorma (公主徹夜未眠) （溫流）
- Dance Parade （神童、銀赫、東海、孝淵、Yuri、秀英、潤娥、珉豪、泰民、Victoria、Luna）

VCR #8
- Medley （東方神起）

1. Prelude
2. The Way U Are
3. Mirotic

- MAXIMUM （東方神起）
- Before U Go （東方神起）

Ment：東方神起
- Why? (Keep Your Head Down) （東方神起）
- 美人啊 (Bonamana) （Super Junior）
- Intro + 乾渴 (A Man In Love) （Super Junior）

VCR #9
- Pinocchio (Danger) （f(x)）
- Lucifer （SHINee）
- Gee （少女時代）
- U_Rearranged （Super Junior）
- Rising Sun （東方神起）
- Sorry, Sorry （SMTOWN 全體）
- 光 (Hope) （SMTOWN 全體）

Ending
VCR #1：Intro
- One （J-Min） (JP)
- Don't Cry （J-Min）
- 熱情 (My Everything) （天上智喜－Dana & Sunday（朝鲜语：선데이 (가수)）） (JP)

Mnet：天上智喜
- One More Change （天上智喜－Dana & Sunday（朝鲜语：선데이 (가수)））
- 美麗的疼痛 （金旻鍾）

VCR #2
- LA chA TA （f(x)）

Mnet：f(x)
- Tik Tok [5]（Jessica、Krystal） (EN)
- Chu~♡ （f(x)）
- Medley （安七炫）

1. 常綠樹 (Pine Tree)
2. 北斗星 (Polaris)

Mnet：安七炫
- 7989 [6]（安七炫、Sulli feat. 溫流 (特別演出)）
- Stand By Me （SHINee）
- Replay -你是我的everything- （SHINee） (JP)

Ment：SHINee
- Get Down （SHINee）
- Juliette （SHINee） (JP)

VCR #3
- Sorry, Sorry Answer_R&B Remix Ver. （Super Junior-K.R.Y）
- My First Kiss （Key、Krystal） (EN)
- Way Back Into Love [17]（圭賢、徐玄） (EN)
- A-Yo [13]（神童、銀赫、Key、珉豪）

VCR #4
- Run Devil Run （少女時代） (JP)

Ment：少女時代
- 童話 (My Child) （少女時代）
- Kissing You_Rearranged （少女時代）
- 美人啊 (Bonamana) （Super Junior） (JP)

Ment：Super Junior + Super Junior-M
- 太完美 （Super Junior-M） (JP)
- HaHaHa Song （少女時代）
- 加油! (Way To Go) （少女時代）
- Miracle_Rearranged （Super Junior）
- Dancing Out_Rearranged （Super Junior）

VCR #5：Intro
- My Name （BoA） (JP)

Mnet：BoA
- I Did It For Love （BoA feat. Key） (EN)

VCR #6
- Genie_Rock Tronic Remix Ver. （少女時代） (JP)
- Sorry, Sorry （Super Junior）
- Ring Ding Dong （SHINee）
- NU ABO （f(x)）
- Mr. Simple （Super Junior）
- Don't Don_Rearranged （Super Junior feat. 周覓、Henry）
- 愛頻率 （安七炫）
- Hot Summer （f(x)）
- Bad Girl （少女時代） (JP)
- Ready Or Not （SHINee）
- Amigo_Rearranged （SHINee）
- MR. TAXI （少女時代） (JP)
- Dance Parade （神童、銀赫、東海、孝淵、Yuri、潤娥、珉豪、泰民、Victoria、Luna）

VCR #7：Always Your SMTOWN
VCR #8：BoA Intro
- Copy & Paste （BoA）

Mnet：BoA
- I See Me （BoA） (JP)
- Hurricane Venus （BoA）

VCR #9
- TVXQ Medley （東方神起）

1. The Way U Are
2. Mirotic

- MAXIMUM （東方神起）
- Before U Go （東方神起）

Ment：東方神起
- Why? (Keep Your Head Down) （東方神起）

VCR #10
- Pinocchio (Danger) （f(x)）
- Lucifer （SHINee）
- Gee （少女時代） (JP)
- U_Rearranged （Super Junior）
- Rising Sun （東方神起）
- Rock With You （BoA） (JP)
- Valenti （BoA） (JP)
- 光 (Hope) （SMTOWN 全體）

Ending
VCR #1：Intro
- LA chA TA （f(x)）

Mnet：f(x)
- Tik Tok [5]（Jessica、Krystal） (EN)
- Chu~♡ （f(x)）

VCR #2
- Medley （安七炫）

1. 常綠樹 (Pine Tree)
2. 北斗星 (Polaris)

Mnet：安七炫
- 7989 [6]（安七炫、Sulli feat. 溫流 (特別演出)）
- Stand By Me （SHINee）
- 姊姊 你太美了 (Replay) （SHINee）

Ment：SHINee
- Get Down （SHINee）
- Juliette （SHINee）

VCR #3
- Sorry, Sorry Answer_R&B Remix Ver. （Super Junior-K.R.Y）
- My First Kiss （Key、Krystal） (EN)
- Way Back Into Love [17]（圭賢、徐玄） (EN)
- A-Yo [13]（神童、銀赫、Key、珉豪）

VCR #4
- Run Devil Run （少女時代）

Ment：少女時代
- Kissing You_Rearranged （少女時代）
- Oh! （少女時代）
- 美人啊 (Bonamana) （Super Junior）

Ment：Super Junior + Super Junior-M
- 太完美 （Super Junior-M） (CH)
- HaHaHa Song （少女時代）
- 加油! (Way To Go) （少女時代）
- Miracle_Rearranged （Super Junior）
- Dancing Out_Rearranged （Super Junior）

VCR #5：Intro
- Look Who's Talking （BoA） (EN)

Mnet：BoA
- I Did It For Love （BoA feat. Key） (EN)

VCR #6
- 說出你願望 (Genie)_Rock Tronic Remix ver. （少女時代）
- Sorry, Sorry （Super Junior）
- Ring Ding Dong （SHINee）
- NU ABO （f(x)）
- Mr. Simple （Super Junior）
- Don't Don_Rearranged （Super Junior feat. 昌珉、TRAX）
- 愛頻率 （安七炫）
- Hot Summer （f(x)）
- Hoot （少女時代）
- Ready Or Not （SHINee）
- Amigo_Rearranged （SHINee）
- The Boys （少女時代） (EN)
- Nessun Dorma (公主徹夜未眠) （溫流）
- Dance Parade （神童、銀赫、東海、孝淵、Yuri、秀英、潤娥、珉豪、泰民、Victoria、Luna）

VCR #7
- Eat You Up （BoA） (EN)
- Copy & Paste （BoA）
- Energetic （BoA） (EN)
- TVXQ Medley （東方神起）

1. The Way U Are
2. Mirotic

- MAXIMUM （東方神起）
- Before U Go （東方神起）

Ment：東方神起
- Why? (Keep Your Head Down) （東方神起）

VCR #8
- Pinocchio (Danger) （f(x)）
- Lucifer （SHINee）
- Gee （少女時代）
- U_Rearranged （Super Junior）
- Rising Sun （東方神起）
- Hurricane Venus （BoA）
- 光 (Hope) （SMTOWN 全體）

Ending

## 節目播放
- 電視放送

| 播放日期       | 電視台 | 節目名稱                                   | 演出場次           |
| 2011年7月4日   | MBC    | 韓流，亞洲以外的世界－SMTOWN Live in Paris | 巴黎               |
| 2011年11月13日 | WOWOW  | SMTOWN Live in Tokyo Special Edition       | 2011年9月4日－東京 |
| 2012年4月9日   | MBC    | MBC K-POP Special Concert                  | 2011年9月－東京    |

- 電影

| 上映日期       | 電影名稱                                  |
| 2012年6月21日  | I AM. - SM家族青春傳記電影                |
| 2012年10月11日 | SMTOWN Live in Tokyo Special Edition -3D- |

## 相關唱片
- DVD

| 發行日期      | DVD名稱                              |
| 2012年2月22日 | SMTOWN LIVE in TOKYO SPECIAL EDITION |
| 2012年9月26日 | I AM. - SM家族青春傳記電影           |

- 寫真集
  - SMTOWN Live World Tour Photobook（2011年11月3日）

## 製作
主要演出藝人：
- 安七炫
- BoA
- 東方神起 （鄭允浩、沈昌珉）
- Super Junior （利特、希澈、藝聲、神童、晟敏、銀赫、東海、始源、厲旭、圭賢）
  - Super Junior-M （周覓、Henry）
- 少女時代 （太妍、Jessica、Sunny、Tiffany、孝淵、Yuri、秀英、潤娥、徐玄）
- SHINee （溫流、鐘鉉、Key、珉豪、泰民）
- f(x) （Victoria、Amber、Luna、Sulli、Krystal）

主辦單位：
- SM Entertainment
- 洛杉磯－AEG Live、SM Entertainment、Powerhouse

主管：
- 首爾－Dreammaker Entertainment Limited
- 東京－SM Entertainment Japan

支持：
- 東京－Avex、環球唱片

贊助：
- 首爾－Gmarket